# VHF

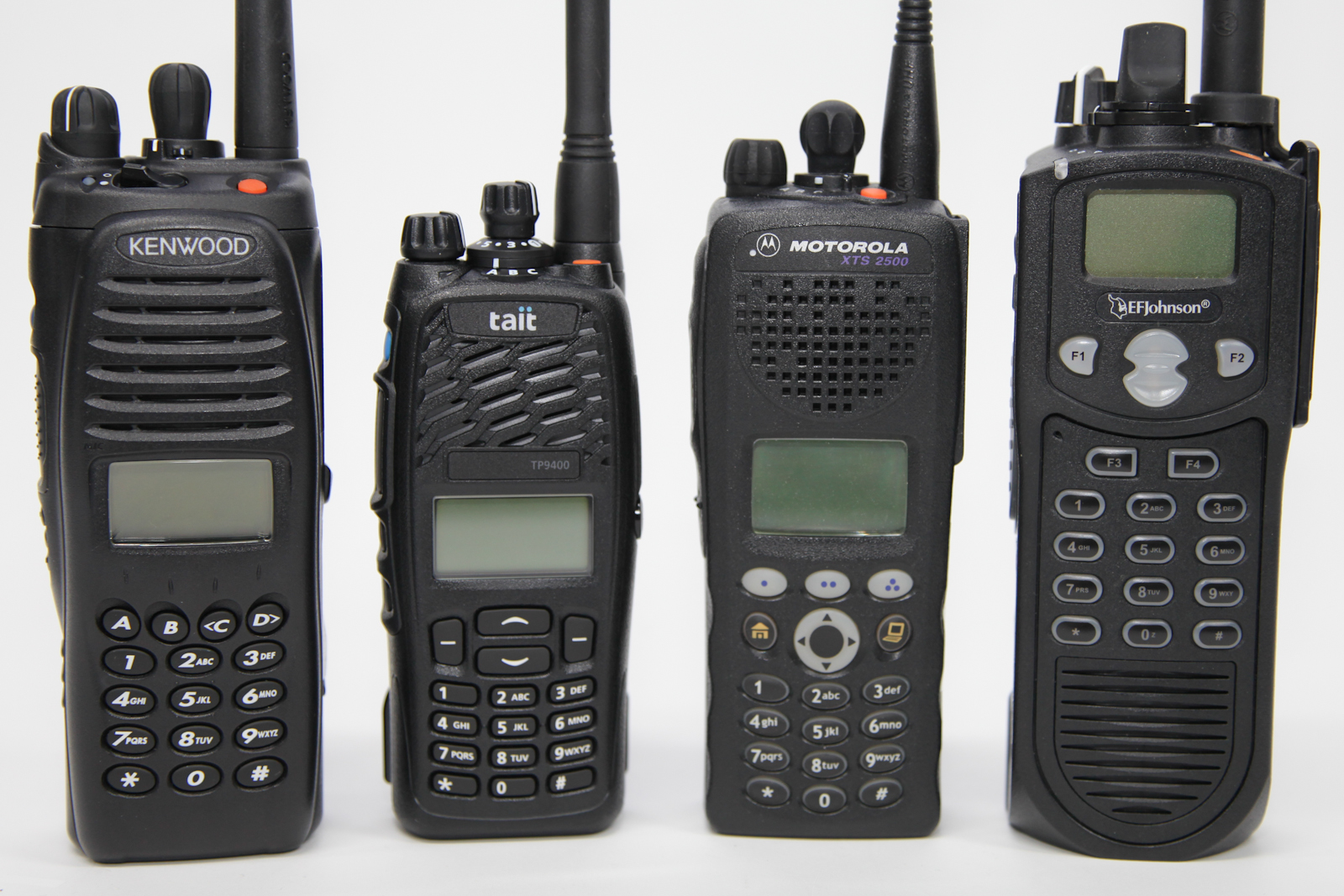
Diversos models d'emissors-receptor de ràdio VHF / UHF portàtils.

VHF o freqüència molt alta (abreviació de Very High Frequency) és la banda de radiofreqüència compresa entre 30 MHz (longitud d'ona 10 m) i 300 MHz (longitud d'ona 1 m).

## Utilització
Els usos més habituals de la banda VHF és la radiodifusió en freqüència modulada (FM) en l'interval 88–108 MHz (al Japó també s'usa 76-90 MHz i a Europa de l'est 65-74 MHz) i les emissions de televisió (47-68 MHz i 174-223 MHz). El VHF també s'utilitza per sistemes de navegació terrestre i comunicació amb aeronaus (118-136 MHz). A Europa la banda VHF reservada a ràdio i televisió fa servir les freqüències es pot dividir en tres subbandes:
- VHF banda I (VHF I): freqüència de 47 a 68 MHz. 3 canals (2, 3 i 4). Té un bon abast, més enllà de l'horitzó visual, però és sensible a interferències estacionals i a paràsits electromagnètics.
- VHF banda II (VHF II): freqüència de 88 a 108 MHz. Reservada a la radiodifusió en Freqüència modulada.[3]
- VHF banda III (VHF III): freqüència de 174 a 221 MHz. 6 canals (5-11). Bon abast i menys sensible als paràsits i les interferències. També s'utilitza per emetre en DAB.

Entre 156 MHz i 162 MHz: freqüències utilitzades pel servei de ràdio marítim.

Diagrama dels usos de la banda VHF a diversos països: televisió terrestre, ràdio FM, radioafició, ràdio VHF marina i aviació.